# 庫克斯湖
53°31′46″N 13°05′28″E / 53.52944°N 13.09112°E

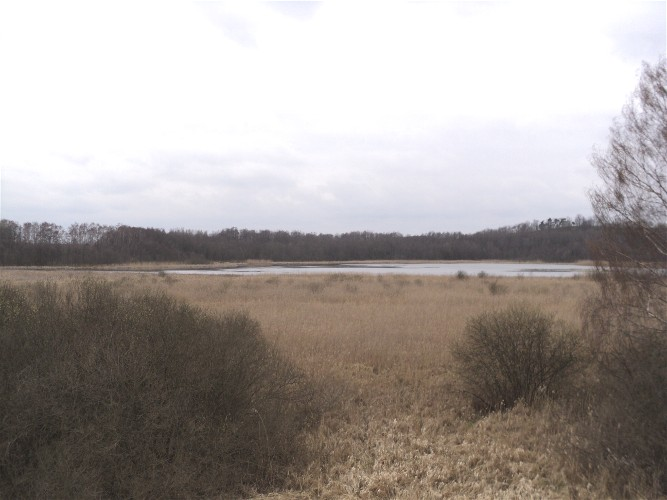

庫克斯湖（德語：Kuckssee），是德國的湖泊，位於該國東北部，由梅克倫堡-前波美拉尼亞州負責管轄，處於梅克倫堡湖區縣，長0.35公里、寬0.35公里，面積0.07平方公里，海拔高度40米。